# لزلی سلاندر
لزلی سلاندر (انگلیسی: Lesley Selander؛ ۲۶ مهٔ ۱۹۰۰ – ۵ دسامبر ۱۹۷۹) کارگردان اهل ایالات متحده آمریکا بود. 
وی کارگردان فیلم‌هایی همچون باج‌گیری، سوارکار مرموز و چوب‌بر بوده است.